# شورلت دی-۲۰
شورلت دی-۲۰ (به انگلیسی: Chevrolet D-20) خودرویی است که در سال‌های ۱۹۸۵ تا ۱۹۹۵در برزیل و آرژانتین تولید شده‌است. سیستم جعبه‌دندهٔ آن به صورت دستی است.